# José Ramón Vidal
José Ramón Vidal (Corrientes, 1821 - Corrientes, 1871) fue un médico y político argentino. Sus padres fueron don Juan Ramón Vidal y doña María Antonia Díaz. 
Cursó los estudios primarios en su ciudad natal y se recibió de médico en Buenos Aires en 1849.
Al regresar a Corrientes ejerció la profesión y también la actividad política. Fue diputado provincial y presidente de la convención provincial constituyente. Al llegar al Gobierno, el Dr. Vidal desempeñó interinamente la primera magistratura provincial por delegación del Gobernador Manuel Ignacio Lagraña, en 1864, y durante la gestión de Evaristo López en 1866.
Fue vicegobernador de la provincia, pero el más destacado aspecto de su vida fue su abnegación en el ejercicio de su profesión.
Fue Senador Nacional por la Provincia de Corrientes, por el Partido Político "Demócrata Nacional", con N.º de Orden 55, en el Período Legal 22/07/1862 al 30/04/1871, aunque el Período Real fue del 28/05/1868 al 30/04/1871. Fue el reemplazo de Juan Eusebio Torrent. Completa el periodo de Pedro Ferré.
Tuvo participación destacada durante las epidemias de cólera en 1868 y fiebre amarilla entre 1870 y 1871 en la ciudad de Corrientes y falleció en 1871 en el cumplimiento de su deber como médico, pues contrajo la enfermedad por contagio.
En el centro de la plaza La Cruz, en la ciudad de Corrientes, se ubica el monumento al Dr. José R. Vidal, en su honor y pequeños murales que homenajean a los "Héroes Civiles" que dieron sus vidas durante la epidemia de fiebre amarilla. 
El Gobierno de Corrientes ha honrado su memoria designando con su nombre al Hospital José Ramón Vidal.